# Liste der Bürgermeister von Pfatter
Die Bürgermeister der oberpfälzischen Gemeinde Pfatter im Landkreis Regensburg seit 1876.
- 1876–1888: Georg Aumer
- 1888–1894: Xaver Aumer
- 1894–1900: Johann Urlinger
- 1900–1906: Xaver Aumer
- 1906–1911: Josef Huber
- 1912–1918: Heinrich Fuchs
- 1918–1933: Konrad Englberger
- 1933–1945: Ludwig Gierstorfer
- 1946–1948: Josef Lermer
- 1948–1972: Josef Schwimmbeck
- 1972–1978: Franz Lermer
- 1978–1990: Johann Groß
- 1990–2014: Josef Heuschneider (Freie Wähler)
- 2014–2020: Jürgen Koch (CSU)
- 2020–0000: Johann Biederer (Freie Wählergemeinschaft)